# Appleton, Wisconsin
Appleton, Wisconsin là một thành phố thuộc quận quận lỵ quận Outagamie (phần lớn) và Winnebago trong bang Wisconsin, Hoa Kỳ. Là một trong những Fox Cities, thành phố này nằm bên sông Fox, 30 dặm (48 km) về phía tây nam Green Bay và 100 dặm (160 km) về phía bắc Milwaukee. Thành phố có tổng diện tích km², trong đó diện tích đất là km². Theo điều tra dân số Hoa Kỳ năm 2010, thành phố có dân số 72.623 người, trong đó, 60.045 người thuộc quận Outagamie, 11.088 người thuộc quận Calumet và 1.490 người thuộc quận Winnebago. 